# مقاطعة بارسيان
 مقاطعة بارسيان (بالفارسية: شهرستان پارسیان)  گاوبَندی سابقاً هي إحدى مقاطعات في
محافظة هرمزغان في جنوب إيران. مركز مقاطعة بارسيان هو مدينة القابندية.

## التقسيمات الادارية لمقاطعة بارسيان
على أساس التقسيمات الإدارية الحديثة تنقسم مقاطعة بارسيان إلى بلدتين كبيرتين كالتالي :
- البلدة المركزية.

وتشمل قريتين كبيرتين كالتالي:
- -  دهستان بوچیر 
  -  دهستان مهرگان

المدن: القابندية
- بلدة كوشكنار .

وتشمل قريتين كبيرتين كالتالي:
- -  دهستان کوشکنار 
  -  دهستان بهدشت

## وصلات خارجية
- التقسيمات الادارية لمحافظة هرمزغان